# Punjab Football Club 2025-2026
Questa voce raccoglie le informazioni riguardanti il Punjab nelle competizioni ufficiali della stagione 2025-2026.

## Maglie e sponsor
| Casa | Trasferta | Terza |

## Organico

### Rosa
| N. |                  | Ruolo | Calciatore            |
| -- | ---------------- | ----- | --------------------- |
| 1  | India (bandiera) | P     | Ravi Kumar            |
| 2  | India (bandiera) | D     | Muhammed Uvais        |
| 3  | India (bandiera) | D     | Bijoy Varghese        |
| 4  | India (bandiera) | D     | Nikhil Prabhu         |
| 6  | India (bandiera) | C     | Ricky Shabong         |
| 7  | India (bandiera) | C     | Ninthoinganba Meetei  |
| 11 | India (bandiera) | C     | Princeton Rebello     |
| 12 | India (bandiera) | D     | Khaiminthang Lhungdim |
| 16 | India (bandiera) | C     | Vinit Rai             |
| 17 | India (bandiera) | A     | Muhammad Suhail F     |
| 19 | India (bandiera) | C     | Manglenthang Kipgen   |
| 21 | India (bandiera) | D     | Shami Singamayum      |

| N. |                  | Ruolo | Calciatore         |
| -- | ---------------- | ----- | ------------------ |
| 26 | India (bandiera) | D     | Likmabam Rakesh    |
| 31 | India (bandiera) | C     | Leon Augustine     |
| 35 | India (bandiera) | D     | Pramveer Singh     |
| 37 | India (bandiera) | P     | Ayush Deshwal      |
| 74 | India (bandiera) | D     | Suresh Meitei      |
| 78 | India (bandiera) | P     | Muheet Shabir      |
|    | India (bandiera) | P     | Padam Chettri      |
|    | India (bandiera) | D     | Tejas Krishna      |
|    | India (bandiera) | D     | Nitesh Darjee      |
|    | India (bandiera) | C     | Denechandra Meitei |
|    | India (bandiera) | C     | Ashis Pradhan      |
|    | India (bandiera) | A     | Samuel Kynshi      |

### Staff tecnico
- Panagiotis Dilmperis - Allenatore
- Konstantinos Katsaras - Assistente allenatore
- Sankarlal Chakraborty - Assistente allenatore
- Manish Timsina - Allenatore portieri
- Papaioannou Ioannis - Preparatore atletico
- Nikolaos Topoliatis - Direttore generale
- Giuseppe Cristaldi - Direttore tecnico

## Calciomercato
| Acquisti | Acquisti              | Acquisti      | Acquisti      |
| R.       | Nome                  | da            | Modalità      |
| -------- | --------------------- | ------------- | ------------- |
| P        | Padam Chettri         | Mohammedan    | Definitivo    |
| P        | Ravi Kumar            |               |               |
| P        | Ayush Deshwal         |               |               |
| P        | Muheet Shabir         |               |               |
| D        | Tejas Krishna         | Rajasthan Utd | Fine prestito |
| D        | Muhammed Uvais        | Jamshedpur    | Definitivo    |
| D        | Bijoy Varghese        | Inter Kashi   | Definitivo    |
| D        | Likmabam Rakesh       | Punjab FC     | Prestito      |
| D        | Nikhil Prabhu         |               |               |
| D        | Pramveer Singh        |               |               |
| D        | Nitesh Darjee         |               |               |
| D        | Suresh Meitei         |               |               |
| D        | Khaiminthang Lhungdim |               |               |
| D        | Shami Singamayum      |               |               |
| C        | Princeton Rebello     |               |               |
| C        | Leon Augustine        |               | [ 2 ]         |
| C        | Ninthoinganba Meetei  |               |               |
| C        | Denechandra Meitei    |               |               |
| C        | Ricky Shabong         |               |               |
| C        | Vinit Rai             |               |               |
| C        | Manglenthang Kipgen   |               |               |
| C        | Ashis Pradhan         |               |               |
| A        | Samuel Kynshi         | Rajasthan Utd | Fine prestito |
| A        | Muhammad Suhail F     |               |               |

| Cessioni | Cessioni               | Cessioni        | Cessioni      |
| R.       | Nome                   | a               | Modalità      |
| -------- | ---------------------- | --------------- | ------------- |
| D        | Likmabam Rakesh        | Kerala Blasters | Fine prestito |
| D        | Ivan Novoselec         |                 | Svincolato    |
| D        | Melroy Assisi          | Diamond Harbour | Definitivo    |
| D        | Tekcham Abhishek Singh | Mohun Bagan SG  | Definitivo    |
| C        | Nihal Sudeesh          | Kerala Blasters | Fine prestito |
| C        | Filip Mrzljak          |                 | Svincolato    |
| C        | Asmir Suljić           | Szeged 2011     | Definitivo    |
| A        | Petros Giakoumakīs     |                 | Svincolato    |
| A        | Luka Majcen            |                 | Svincolato    |
| A        | Ezequiel Vidal         |                 | Svincolato    |

## Risultati

### Indian Super League

#### Andamento in campionato
| Giornata  | 1 | 2 | 3 | 4 | 5 | 6 | 7 | 8 | 9 | 10 | 11 | 12 | 13 | 14 | 15 | 16 | 17 | 18 | 19 | 20 | 21 | 22 | 23 | 24 | 25 | 26 |
| --------- | - | - | - | - | - | - | - | - | - | -- | -- | -- | -- | -- | -- | -- | -- | -- | -- | -- | -- | -- | -- | -- | -- | -- |
| Luogo     |   |   |   |   |   |   |   |   |   |    |    |    |    |    |    |    |    |    |    |    |    |    |    |    |    |    |
| Risultato |   |   |   |   |   |   |   |   |   |    |    |    |    |    |    |    |    |    |    |    |    |    |    |    |    |    |
| Posizione |   |   |   |   |   |   |   |   |   |    |    |    |    |    |    |    |    |    |    |    |    |    |    |    |    |    |

Legenda:

Luogo: C = Casa; T = Trasferta. Risultato: V = Vittoria; N = Pareggio; P = Sconfitta.

### Durand Cup
| Arbitro: | Surojit Das |

|                      |           |  |
| Robinson Blandon 69’ | Marcatori |  |

| Kokrajhar 6 agosto 2025, ore 11:30 UTC+5:30 2ª giornata | ITBP           | 0 – 0 referto | Punjab FC | SAI Stadium (500 spett.)\| Arbitro: \| Jarvish Macwan \| |
| Arbitro:                                                | Jarvish Macwan |               |           |                                                          |

| Arbitro: | Harish Kundu |

|                    |           |                                                |
| Joseph Olaleye 69’ | Marcatori | 73’ Pramveer Singh 90+3’ Konsam Sanathoi Singh |

#### Andamento in campionato
| Giornata  | 1 | 2 | 3 |  |
| --------- | - | - | - |  |
| Luogo     | T | T | T |  |
| Risultato | P | N | V |  |
| Posizione | 3 | 3 | 3 |  |

Legenda:

Luogo: C = Casa; T = Trasferta. Risultato: V = Vittoria; N = Pareggio; P = Sconfitta.